# Surinaamse parlementsverkiezingen 1926
De Surinaamse parlementsverkiezingen in 1926 vonden plaats rond april van dat jaar. 
Er konden vier leden voor de Koloniale Staten gekozen worden in verband met het periodiek aftreden van J.R.C. Gonggrijp, W. Kraan, H.J. Terheggen en E.R. de Vries. De eerste twee stelden zich herkiesbaar.
| Kandidaat         | Stemmen | resultaat |
| ----------------- | ------- | --------- |
| H.G. Brandon      | 445     | gekozen   |
| P.A.A. Bucaille   | 390     | gekozen   |
| J.R.C. Gonggrijp  | 140     | x         |
| W. Kraan          | 287     | x         |
| F.P. Schuitemaker | 433     | gekozen   |
| E. Snellen        | 355     | gekozen   |

Bij deze verkiezingen mochten alleen mannen die aan bepaalde voorwaarden voldeden (censuskiesrecht) stemmen. Bij de eerste ronde waren er 578 geldig uitgebrachte stembiljetten waarbij een kiezer voor meer dan een kandidaat kon stemmen. Er waren vier zetels te verdelen en om in de eerste ronde gekozen te kunnen worden had een kandidaat de stem nodig van meer dan de helft van de geldig uitgebrachte stembiljetten (minstens 290 stemmen). Precies vier kandidaten voldeden aan die voorwaarde zodat er geen tweede ronde nodig was.
Kort daarop werden H.G.W. de Miranda en A.G. Putscher bij enkel kandidaatstelling gekozen als opvolgers van S.D. de Vries en R.D. Simons die tussentijds waren opgestapt.
Na deze verkiezingen had de Staten van Koloniale Staten de volgende dertien leden:
| Naam               | Gepland jaar van aftreding | Bijzonderheden                                   |
| ------------------ | -------------------------- | ------------------------------------------------ |
| J.A. Drielsma      | 1930                       | voorzitter                                       |
| E.Th.L. Waller     | 1930                       | vicevoorzitter, in 1927 opgevolgd door C.L. Cool |
| A.A. Dragten       | 1928                       |                                                  |
| P.A. May           | 1928                       |                                                  |
| H.G.W. de Miranda  | 1928                       |                                                  |
| R.A.P.C. O'Ferrall | 1928                       |                                                  |
| A.G. Putscher      | 1928                       |                                                  |
| K.J. van Erpecum   | 1930                       |                                                  |
| S.J. Samuels       | 1930                       |                                                  |
| H.G. Brandon       | 1932                       | in 1926 opgevolgd door D.J.B. Simons             |
| P.A.A. Bucaille    | 1932                       |                                                  |
| F.P. Schuitemaker  | 1932                       |                                                  |
| E. Snellen         | 1932                       |                                                  |